# Refuge (singolo)
Refuge è un singolo del cantautore britannico Steven Wilson, pubblicato il 4 agosto 2017 come quinto estratto dal quinto album in studio To the Bone.

## Descrizione
Uno spezzone del singolo era stato diffuso sotto forma di video dallo stesso Wilson il 28 luglio 2017, nel quale il cantante stava registrando il brano insieme al tastierista Adam Holzman e al coproduttore Paul Stacey, quest'ultimo curatore dell'assolo di chitarra. Refuge è stato presentato in anteprima da AllMusic il 3 agosto, venendo pubblicato per il download digitale il giorno seguente.
Una versione demo del brano, interamente cantata da Wilson e di durata inferiore rispetto alla versione definitiva, è stata inclusa nel secondo disco dell'edizione deluxe dell'album.

## Tracce
1. Refuge – 6:44

## Formazione
Musicisti
- Steven Wilson – chitarra, basso, tastiera, voce
- Paul Stacey – assolo di chitarra
- Adam Holzman – pianoforte, organo Hammond, solina strings
- Necro Deathmort – programmazione, trattamenti vocali
- Jeremy Stacey – batteria
- Mark Feltham – armonica

Produzione
- Steven Wilson – produzione, missaggio
- Paul Stacey – coproduzione, ingegneria del suono
- Dave Stewart – produzione strumenti ad arco e coro
- Steve Price – ingegneria del suono
- Keith Prior – assistenza tecnica
- Tim Young – mastering
- Lasse Hoile – fotografia